# Vale Park
 (janvier 2023).
La mise en forme du texte ne suit pas les recommandations de Wikipédia : il faut le « wikifier ».
Les points d'amélioration suivants sont les cas les plus fréquents. Le détail des points à revoir est peut-être précisé sur la page de discussion.
- Les titres sont pré-formatés par le logiciel. Ils ne sont ni en capitales, ni en gras.
- Le texte ne doit pas être écrit en capitales (les noms de famille non plus), ni en gras, ni en italique, ni en « petit »…
- Le gras n'est utilisé que pour surligner le titre de l'article dans l'introduction, une seule fois.
- L'italique est rarement utilisé : mots en langue étrangère, titres d'œuvres, noms de bateaux, etc.
- Les citations ne sont pas en italique mais en corps de texte normal. Elles sont entourées par des guillemets français : « et ».
- Les listes à puces sont à éviter, des paragraphes rédigés étant largement préférés. Les tableaux sont à réserver à la présentation de données structurées (résultats, etc.).
- Les appels de note de bas de page (petits chiffres en exposant, introduits par l'outil «  Source ») sont à placer entre la fin de phrase et le point final[comme ça].
- Les liens internes (vers d'autres articles de Wikipédia) sont à choisir avec parcimonie. Créez des liens vers des articles approfondissant le sujet. Les termes génériques sans rapport avec le sujet sont à éviter, ainsi que les répétitions de liens vers un même terme.
- Les liens externes sont à placer uniquement dans une section « Liens externes », à la fin de l'article. Ces liens sont à choisir avec parcimonie suivant les règles définies. Si un lien sert de source à l'article, son insertion dans le texte est à faire par les notes de bas de page.
- La présentation des références doit suivre les conventions bibliographiques. Il est recommandé d'utiliser les modèles {{Ouvrage}}, {{Chapitre}}, {{Article}}, {{Lien web}} et/ou {{Bibliographie}}. Le mode d'édition visuel peut mettre en forme automatiquement les références.
- Insérer une infobox (cadre d'informations à droite) n'est pas obligatoire pour parachever la mise en page.

Pour une aide détaillée, merci de consulter Aide:Wikification.
Si vous pensez que ces points ont été résolus, vous pouvez retirer ce bandeau et améliorer la mise en forme d'un autre article.
Le Vale Park est un stade de football situé à Stoke-on-Trent, en Angleterre. Inauguré en 1950, le stade accueille depuis cette date l'équipe de Port Vale FC.
La capacité du stade a évolué depuis son ouverture. La capacité maximale a été de 42 000 en 1954 contre Blackpool. L'affluence record du club date de 1960 avec 49 768 spectateurs ayant assisté à la rencontre de cinquième tour de FA Cup face à Aston Villa.
En raison de mesures de sécurité, le stade a désormais une capacité de 15 036 places, après avoir subi une restructuration majeure afin de supprimer les places debout au début des années 1990.

## Aperçu
Situé à 160m au-dessus du niveau de la mer, Vale Park est le onzième terrain le plus haut du Royaume-Uni et le deuxième plus haut de la Ligue anglaise de football. Le terrain de jeu est constitué d'argile sous le gazon plutôt que du sable. Ces deux facteurs rendent le terrain vulnérable aux températures glaciales. C'est un terrain extrêmement sec rendant parfois complexe les passes de football. Il existe également un filon de charbon sous le terrain et de nombreux puits de mine aux alentours, dont beaucoup sous le parc situé en face du stade.
Le terrain de Vale Park est l'un des plus larges de toute la Ligue.

## Histoire

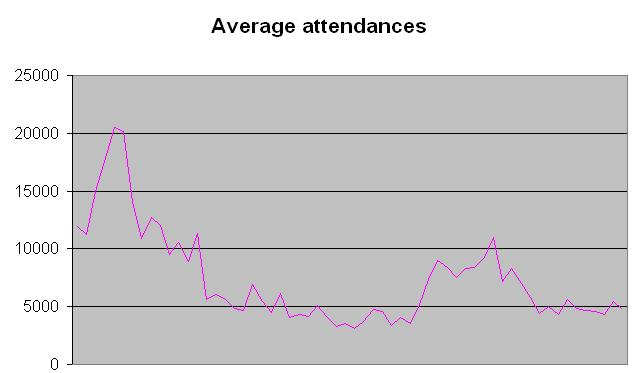
Fréquentation moyenne, 1950 – 2010.

Lorsque le club a été informé qu'il serait expulsé de son Old Recreation Ground (en) par le conseil municipal de Stoke-on-Trent, des plans pour un nouveau stade dans une nouvelle zone ont été élaborés. En 1944, Hamil Road, le site d'une ancienne carrière d'argile, a été choisi juste en face de Burslem Park, où le club avait évolué dans les premières années de son existence. Le projet est alors connu sous le nom de Wembley du Nord en raison de la dimension du stade,, prévu pour une capacité d'accueil de 80 000 places et un parking de 1 000 places. L'ambition des dirigeants du club était alors particulièrement conséquente malgré leur classement en troisième division.
Le stade est inauguré en 1950, après avoir finalement coûté 50 000 £ et offrant une capacité de 40 000 spectateurs (360 places assises). À l'origine, le stade se composait de deux tribunes seulement. Le premier match fut une victoire 1-0 sur Newport County, le 24 août 1950 devant 30 196 spectateurs trempés par la pluie. Walter Aveyard est le premier buteur de ce stade. Le même jour, le stade est officiellement baptisé Vale Park.

## Structure et installations

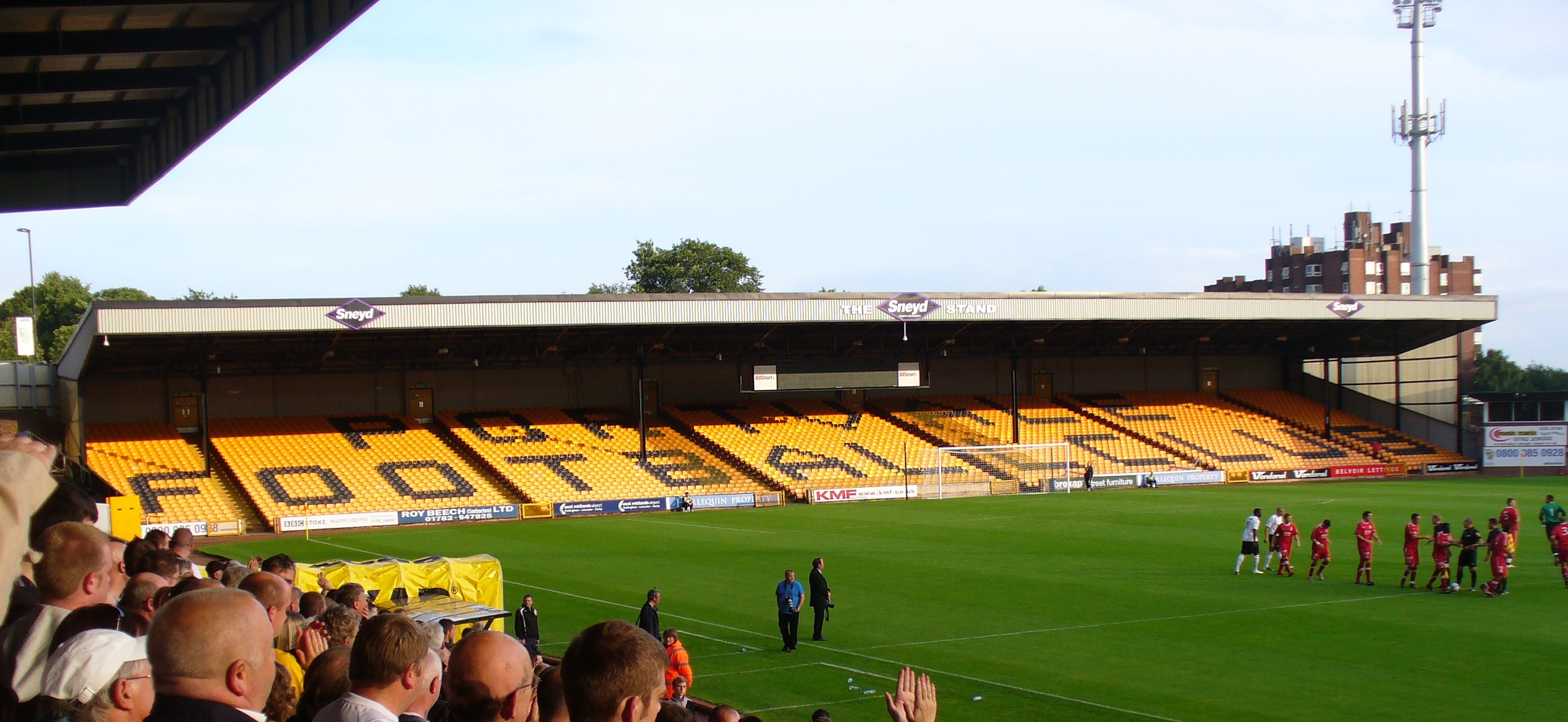
La tribune visiteurs.

Le stade moderne compte 15 036 supporters et dispose de quatre tribunes : Lorne Street en face du Railway Paddock et Bycars End face à Hamil Road End,. La tribune de Lorne Street est la plus récente, pouvant accueillir 5 000 personnes, dont 48 loges.

## Autres événements
Le 1er août 1981, Vale Park a accueilli un concert de rock, le Heavy Metal Holocaust, avec Motörhead, Ozzy Osbourne Band, Mahogany Rush, Triumph, Riot et Vardis. 20 000 personnes ont assisté à ce concert. Lars Ulrich était également présent, des mois avant de cofonder Metallica.
En 1985, l'équipe de football américain des Stoke Spitfires a évolué dans ce stade pendant quelques matchs.
Le stade a accueilli trois matchs de l'Angleterre des moins de 18 ans. Le premier était une victoire 7-2 contre la Suisse en novembre 1992 (avec un triplé de Robbie Fowler ) ; le second était un match nul 1–1 avec la Roumanie en septembre 1993 ; et le troisième était un match nul et vierge avec la Norvège en juin 2005. Le stade a également été le théâtre d'un match international féminin le 7 avril 2017, entre l'Angleterre et l'Italie.

## Records d'affluence
La plus grande affluence a été enregistrée en 1960, lorsque 49 768 personnes ont assisté à un match du cinquième tour de la FA Cup contre Aston Villa .